# Madeleine Jacob (déportée)
Pour la grand reporter voir Madeleine Jacob (journaliste)
Madeleine Jacob, dite « Milou », née en 1923 et morte en 1952, est une rescapée du camp de concentration d'Auschwitz où elle fut internée avec sa mère Yvonne et sa sœur Simone (Simone Veil). Elle est l'aînée de la fratrie Jacob qui seront tous déportés. Elle devient Madeleine Jampolsky en 1949 à la suite de son mariage avec Pierre Jampolsky.

## Biographie

### Enfance
Madeleine Jacob surnommée « Milou » est née à Paris en 1923.
En 1924, ses parents, André et Yvonne Jacob, quittent Paris pour Nice avec Madeleine et sa sœur Denise née la même année.
En 1925 naît leur frère Jean et en 1927, Yvonne Jacob donne naissance à Simone, la benjamine de la fratrie (connue sous le nom de Simone Veil à la suite de son mariage avec Antoine Veil en 1946).

### Déportation

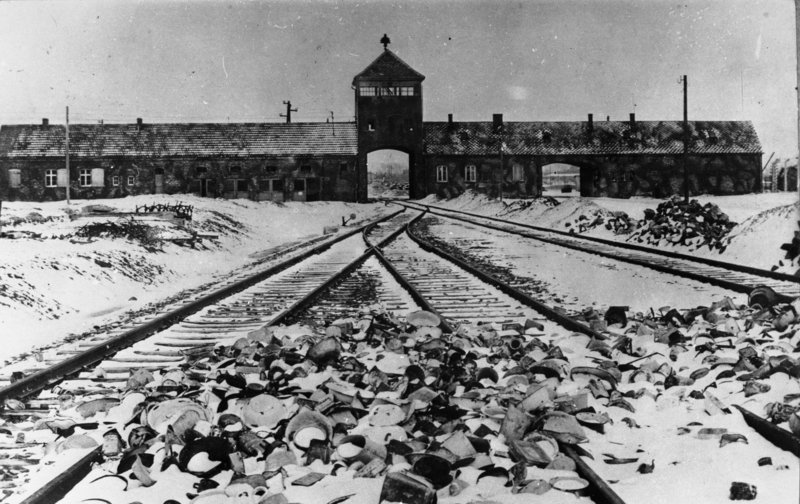
Le camp d'Auschwitz en 1945.

Madeleine, Simone et leur mère sont déportées en avril 1944 au camp de concentration d'Auschwitz en Pologne. En juillet, elles sont transférées à Bobrek, un sous-camp de travail du complexe d'Auschwitz où les conditions sont légèrement moins difficiles .

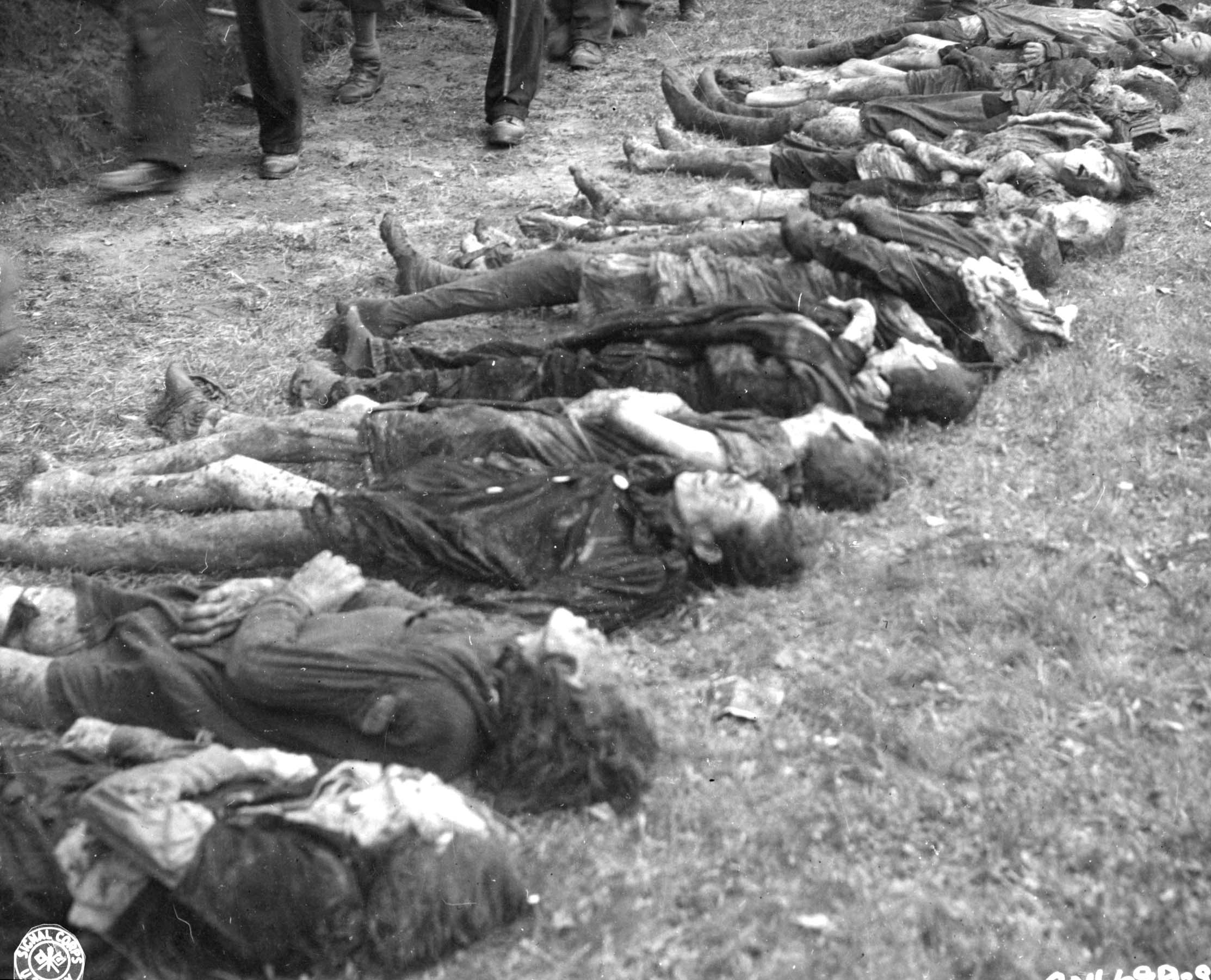
Femmes juives mortes durant une marche de la mort en 1945.

En janvier 1945, les nazis évacuent les camps d'Auschwitz devant l'avancée des Soviétiques. Les prisonniers sont déplacés à travers une marche de la mort vers l'Allemagne. Madeleine, Simone et leur mère Yvonne marchent jusqu'au camp de Bergen-Belsen (à près de 800 km d'Auschwitz) où Yvonne meurt du typhus comme les deux tiers des survivants de la marche.
Après le décès d'Yvonne, Madeleine, pourtant malade, prend soin de Simone.

### Après la guerre
Au retour de leur captivité, Madeleine et Simone découvrent la tragédie vécue par leur famille. Leur sœur Denise, résistante, a également survécu à sa déportation. Leur père, André Jacob, et leur frère Jean ont été arrêtés, puis déportés vers l'Allemagne depuis Drancy par le convoi no 73. Leur trace se perd en Lituanie, ils ne seront jamais retrouvés,.
Simone et Madeleine demeurent très proches dans les années qui suivent la fin de la guerre. Toutes deux se marient : Simone épouse Antoine Veil en 1946 et Madeleine épouse Pierre Jampolsky en 1949. Ensemble, ils auront un fils: Luc.

### Accident de voiture et décès de Madeleine et Luc
Au cours de l'été 1952, Simone et Antoine Veil qui résident à Stuttgart, en Allemagne, invitent Madeleine et sa famille pour les vacances. Le 14 août sur le chemin du retour près de Meaux, leur voiture percute un arbre. Madeleine meurt sur le coup et son fils Luc, âgé d'un an, perd la vie à l'hôpital, dans les bras de Simone, d'une fracture non diagnostiquée au crâne. Seul Pierre survit. Il se remarie le 27 août 1953, à Paris 16e arrondissement avec Rosina Clauser.

## Hommages
En 2022, le réalisateur David Teboul produit un documentaire sur le destin des sœurs Jacob intitulé « Simone Veil et ses sœurs nées Jacob » basé sur leurs lettres et celles de leurs parents (notamment au moment de leur arrestation en 1944) ; et sur les écrits de Madeleine,.